# Julio Pintar
Julio Pintar je (Srijemska Mitrovica, 30. listopada 1852. - ?) je bio general major i generalni konzul bivše Austro-Ugarske monarhije. Rodom je bio iz obitelji Hrvata iz Srijema, iz časničke obitelji iz Mitrovice.
Rodio se je u Mitrovici, gdje se školovao. 
Bio je jednom od rijetkih osoba koja nije bila plemićkog podrijetla a da je postigla zamjetan položaj u diplomatskoj službi Austro-Ugarske. Dok nije bila rijetkost da je Hrvatska dala Austro-Ugarskoj generale i vojskovođe, pučkog, seljačkog podrijetla, s diplomacijom je to bila rijetkost, jer je neplemićima praktično bilo nemoguće doći do položaja predstavnika u diplomatskoj službi, neglede njihove umnosti. To je bilo osobito teško Hrvatima, i to iz Srijema. 
Došao je do položaja generalnog konzula u Albaniji, na Kreti i u Siriji. U diplomatskoj je službi proveo 15 godina. Na Kreti i Siriji je bio u najopasnijim vremenima revolucije, štiteći i čuvajući živote kršćana uz vlastitu pogibelj Života. Za najvećeg pokolja kršćana mogao se samo predstavnik Austro-Ugarske monarhije slobodno kretati ulicama Kaneje a da mu ni vlas nije s glave pala, jer je taj u osobi g. Pintara još u predrevolucijsko vrijeme stekao toliku omiljenost i poštovanje ne samo kod kršćana nego i muhamedanaca. 
Bio je požrtvovnim u svom poslu. I kad su iz inozemstva države slale svoje brodovlje pred Kretu radi odvoza na sigurno svojih državljana, kršćana, ukrcali su se na njih i svi predstavnici inozemnih vlasti, radi sigurnosti svog života. No Pinar je ostao. Bio je jedini preostali predstavnik diplomatskog zbora. Vlada iz Beča poslala mu je brzojavku u kojoj ga je pozvala napustiti Kretu i vratiti se. Na to je rekao "Ja ostajem tamo gdje se moj barjak vije". Do kraja krize ostao je, pruživši potrebitima svoju pomoć, moćnu intervenciju i zaštitu. Spasio je mnoge kršćanske živote, jer gdje se je pojavio, prestao je pokolj kršćana iz ljubavi i velikog poštovanja spram njega. Zbog takva odnosa, stekao je ljubav i poštovanje tamošnjeg stanovništva. 
Uslužnost i humanitarnost obilježila mu je rad i u mirnim vremenima, pa je došao na glas dobročinitelja. Ugled koji je stekao postao je toliko veliki da kad bi došao negdje, narod ga je dočekivao velikom ljubavlju i poštovanjem te je priređivalo narodne svečanosti u njegovu čast, kao kakvom potentatu. 
Poslije pada Austro-Ugarske, mogao je optirati za ići u novu republiku, Austriju. No, čeznuo je za svojim starim hrvatskim krajem, za kojeg je vazda čuvao ljubav u jednom kutiću svoga srca te se odlučio vratiti u rodni kraj. Tako je nakon 60 godina posjetio rodnu Mitrovicu. Ondje već nije imao nitkog od žive rodbine, pa se je preselio u Varaždin, grad, koji je davno posjećivao kao mladi časnik glavnog stožera. 
Pisao je memoare.